# 黄毛银背藤
黄毛银背藤（学名：Argyreia velutina）是旋花科银背藤属的植物，是中国的特有植物。分布于中国大陆的云南等地，生长于海拔960米至1,540米的地区，多生长在灌丛中，目前尚未由人工引种栽培。